# Saint-Silvain-Bellegarde
Saint-Silvain-Bellegarde település Franciaországban, Creuse megyében. Lakosainak száma 198 fő (2022. január 1.). Saint-Silvain-Bellegarde Bellegarde-en-Marche, Champagnat, La Chaussade, Lupersat, Néoux, Saint-Alpinien, Saint-Avit-de-Tardes és La Villetelle községekkel határos.

## Népesség
A település népessége az elmúlt években az alábbi módon változott:
| Lakosok száma | 374  | 248  | 238  | 220  | 194  | 203  | 211  | 215  | 217  | 198  |
|               | 1968 | 1982 | 1990 | 2006 | 2013 | 2015 | 2017 | 2019 | 2020 | 2022 |